# Pintadas
Pintadas là một đô thị thuộc bang Bahia, Brasil. Đô thị này có diện tích 531,4 km², dân số năm 2007 là 10760 người, mật độ 20,33 người/km².